# Caren Sonn
Caren Sonn, geborene Jung, (* 18. Januar 1968 in Ulm) ist eine ehemalige deutsche Leichtathletin. Sie war zweimal Deutsche Meisterin über die 100 Meter Hürden und in der Halle sechsmal deutsche Meisterin über die 60 Meter Hürden.

## Leben
Nach ihrer Schülerzeit und diversen Verletzungen gelangte Caren Jung erst im Alter von 22 Jahren an die deutsche Spitze. 1990 wurde sie erstmals Meisterin in der Halle. Sie startete dabei noch für den TK Grevenbroich, wechselte dann aber zur MTG Mannheim. Weitere Titel in der Halle folgten 1994, 1995, 1997, 1998 und 2000, zunächst unter ihrem Geburtsnamen, nach der Hochzeit mit dem Hochspringer Ralf Sonn dann als Caren Sonn. Im Freien wurde sie zweimal deutsche Meisterin in den Jahren 1995 und 1998.
Sonn nahm 1992 an den Olympischen Spielen in Barcelona, 1995 an den Weltmeisterschaften in Göteborg teil und 1998 an den Europameisterschaften in Budapest teil. Bei den Halleneuropameisterschaften 1990 wurde sie Fünfte und 1996 und 1998 wurde sie jeweils Sechste. Beim Weltcup 1998 in Johannesburg konnte sie den fünften Platz erreichen.
Im August 2000 trat Sonn vom Leistungssport zurück. Die Grafik-Designerin gründete in Mannheim eine Werbeagentur.

## Persönliche Bestleistungen
- 100 Meter Hürden: 12,88 Sekunden, 22. August 1997 in Bitburg
  - 60 Meter Hürden (Halle): 8,06 Sekunden, 13. Februar 1999 in Dortmund